# Einwurf (Fußball)
Ein Einwurf ist eine Maßnahme zur Spielfortsetzung innerhalb eines Fußballspiels, die zur Anwendung kommt, wenn der Ball das Spielfeld über eine Seitenlinie verlässt. Ein Spieler der Mannschaft, die den Ball nicht zuletzt berührt hat, wirft dabei den Ball wieder zurück ins Spielfeld. Der Einwurf gehört zu den sogenannten Standardsituationen. Beim Einwurf ist die Abseitsregel ausgesetzt.

## Ausführung des Einwurfs
Der Einwurf wird an der Stelle ausgeführt, an der der Ball die Seitenlinie überschritten hat.
Der Spieler muss beim Einwurf
- sein Gesicht dem Spielfeld zuwenden,
- mit einem Teil jedes Fußes entweder die Seitenlinie oder den Boden außerhalb des Spielfelds berühren und
- den Ball mit beiden Händen von hinten über seinen Kopf werfen.

Es gibt keine Vorschrift, aus welcher Entfernung zum Spielfeld ein Einwurf ausgeführt werden darf. Allerdings darf sich zwischen Einwerfer und Spielfeld kein Hindernis wie z. B. Stankett, Bande oder Trainerbank befinden, zudem muss aus dem Ablauf zweifelsfrei erkennbar sein, dass hier der Einwurf ausgeführt werden soll. Der Ball ist im Spiel, sobald er innerhalb des Spielfeldes ist. Ein Einwurf, bei dem der Ball das Spielfeld nicht erreicht oder vorher den Boden außerhalb des Spielfelds berührt, gilt als nicht vollzogen und ist zu wiederholen. Wird bei einem Einwurf gegen die Regeln verstoßen, bekommt die gegnerische Mannschaft einen Einwurf zugesprochen.

### Streit beim Einwurf
In der Praxis gibt es des Öfteren Streitigkeiten, ob ein Einwurf regelkonform ausgeführt wurde. Um diese zu reduzieren, wurde 2016 im Regelwerk klargestellt, dass der Ball vor dem Einwurf nicht nur mit beiden Händen zu halten, sondern auch mit beiden Händen zu werfen ist. So sollen insbesondere Einwürfe ausgeschlossen werden, bei denen die zweite Hand nur als Stützhand dient. Der Schiedsrichter muss seitdem seine Wertung vor allem daran festmachen, ob der Ball wirklich mit beiden Händen von hinten über den Kopf geworfen wurde. Hält der Spieler den Ball zu lange, so ist der Einwurf falsch im Sinne der Regeln, da der Wurf nicht mehr über den Kopf erfolgt. Daneben muss der Schiedsrichter anhand der Wurfbahn beurteilen, ob es sich wirklich um einen Wurf handelt oder ob der Ball nur fallen gelassen wurde. Nach landläufiger Vorstellung muss ein Wurf eine gewisse Kraft aufweisen und daher auch eine nicht näher bestimmte Distanz überwinden. Sehr kurze Einwürfe sind regelkonform möglich, jedoch beherrschen nicht alle Spieler eine solche Wurftechnik.

## Sonstige Regelungen
Daneben gibt es noch folgende Besonderheiten:
- Der einwerfende Spieler darf, wie bei allen Standardsituationen, den Ball nicht ein zweites Mal spielen, bevor ihn ein anderer Spieler berührt hat. Wird dagegen verstoßen, gibt es einen indirekten Freistoß für die gegnerische Mannschaft.
- Alle Gegenspieler müssen einen Mindestabstand von 2 Metern zum einwerfenden Spieler einhalten. Wird hiergegen verstoßen, ist auf indirekten Freistoß für die ausführende Mannschaft zu entscheiden, außerdem ist der Spieler, der den Abstand nicht eingehalten hat, zu verwarnen.
- Beim Einwurf gibt es kein Abseits.
- Aus einem Einwurf kann ein Tor nicht direkt erzielt werden; wird der Ball beim Einwurf direkt in ein Tor geworfen, so ist das Tor ungültig und es wird auf Abstoß (Ball im Tor der gegnerischen Mannschaft) bzw. Eckstoß (Ball im Tor der ausführenden Mannschaft) entschieden.

## Physik
Lehrbücher geben als optimalen Winkel für den Einwurf bislang 45 Grad zur Horizontalen an, da gemäß den Gesetzen der klassischen Mechanik Wurfgeschosse – bei einer gegebenen Geschwindigkeit – am weitesten fliegen, wenn sie in einem 45-Grad-Winkel geworfen werden. Entgegen dieser Empfehlung werfen erfahrene Fußballspieler aber in einem deutlich flacheren Winkel ein, um einen möglichst weiten Einwurf zu erzielen. Wie die beiden Forscher Nicholas Linthorne und David Everett von der University of Brunel in Uxbridge mittels biomechanischer Analysen und Berechnungen herausgefunden haben, fliegt der Einwurf tatsächlich am weitesten, wenn er in einem Winkel von rund 30 Grad mit einem Rückwärtsdrall losgelassen wird. Der Wurfwinkel ist dann zwar vergleichsweise flach, jedoch bewegt sich der Ball deutlich schneller als beim Wurf im Winkel von 45 Grad. Dies liegt daran, dass der Ball länger Richtung Spielfeld beschleunigt wird.

## Besonderheiten

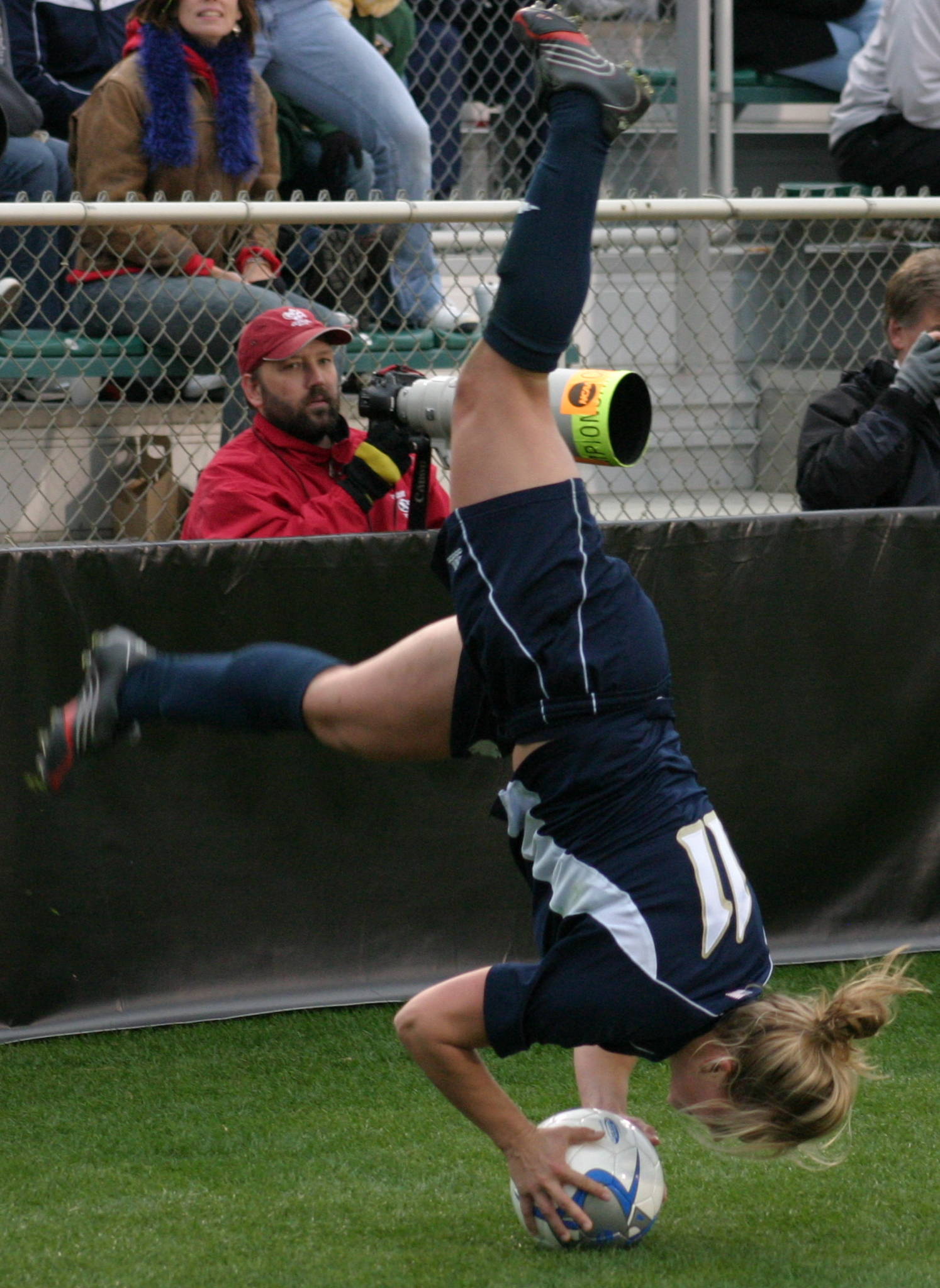
Michele Weissenhofer beim Saltoeinwurf

Eine besondere Form der Ausführung ist der sogenannte Salto-Einwurf. Dabei vollführt der Spieler mit dem Ball zwischen den Händen einen Überschlag, um eine höhere Reichweite zu erzielen. Beherrscht wird diese akrobatische Technik nur von wenigen Akteuren, wie z. B. von der US-Amerikanerin Leah, der Isländerin Ásta Árnadóttir oder dem Esten Risto Kallaste. Ein Einwurf-Weltrekord von 51,33 Meter wurde mit dieser Technik 2010 außerhalb eines Spiels vom dänischen Einwurf-Coach Thomas Gronnemark erzielt.
Zunächst wurde diskutiert, ob diese Form der Ausführung, die den Regeln entspricht, nicht als Unsportlichkeit zu betrachten wäre. Mittlerweile ist aber entschieden, dass eine solche Form der Ausführung zu akzeptieren ist.